# Station Saint-Geours-de-Maremne
Station Saint-Geours-de-Maremne is een spoorwegstation in de Franse gemeente Saint-Geours-de-Maremne.